# ОШ „Свети Сава” Сремска Митровица
ОШ „Свети Сава” једна је од основних школа у Сремској Митровици. Налази се у улици Деспота Бранковића 14.

## Историјат
Почела је са радом октобра 1947. године. У школи су била два одељења са сто двадесет и пет ученика, а први управитељ, истовремено и учитељ у једном одељењу, био је Урош Марковић. Друго одељење водила је учитељица Марија Шарик. Школске 1955—1956. године имала је шест одељења, а управитељ је био Стјепан Рукавина. Две године касније, свих шест одељења припојено је Основној школи „Бошко Палковљевић Пинки”. На крају 1960. имала је осам одељења четвороразредне наставе. Осмогодишње школовање уведено је школске 1960—1961. године. За потребе наставе оспособљене су четири нове учионице, изграђени су нова фискултурна сала и неопходне помоћне просторије. Бројала је 756 ученика распоређених у двадесет и једно одељење (девет од првог до четвртог и дванаест одељења од петог до осмог разреда).
Прерастањем у осмогодишњу школу, придодаје јој се вишак одељења из школа „Бошко Палковљевић Пинки”, „Слободан Бајић Паја” и „Јован Јовановић Змај” и по једно одељење петих разреда из Мачванске Митровице и Салаша Ноћајског. Одељења виших разреда формирана су према опредељењу ученика за изучавање страних језика: енглеског, француског и немачког. Управник је био Бранислав Станојев, а име школе „Владимир Назор”. Одласком Бранислава Станојева, за вршиоца дужности управника долази Слободан Вучковић, дотадашњи управник школе у Лаћарку. Након четири године, управник постаје Радмила Томић која на тој дужности остаје до пензионисања 1974. године. Реорганизацијом школства 1979. школи се припајају основне школе „Моша Пијаде” из Чалме и „Бошко Палковљевић Пинки” из Дивоша. У години спајања бројала је 1050 ученика распоређених у тридесет и шест одељења, а следеће је имала рекордних 1487 ученика у педесет и пет одељења.
На захтев запослених 23. септембра 1993. мења се назив школе у данашњи. Настава се одвија на српском језику у две смене. Од страних језика изучавају се енглески и шпански у матичној школи и подручним одељењима. Подручна одељења Чалма и Дивош раде као осморазредна школа, а подручно одељење у Старој Бингули као комбиновано од првог до четрвртог разреда, а ученици од петог наставу прате у територијално најближој школи у Дивошу. У оквиру подручних одељења организован је и рад са предшколском децом. Укупна површина матичне школе је 5791 m².